# Alsikekløver
Alsike-Kløver (Trifolium hybridum) er en 10-30 cm høj urt, der (dyrkes som foderplante på græsmarker) er almindelig forvildet i vejkanter. Alsikekløver er giftig for heste. Den ligner en mellemting mellem Rød-Kløver og Hvid-Kløver, men kendes let på sine blomsterhoveder, der er lyse opadtil, men mørkt rosafarvede nedadtil.
Arten bærer det videnskabelige navn hybridum, fordi den blev betragtet som en hybrid af Linné, der navngav arten i 1753. "Alsike" er navnet på en lille svensk by i Uppland, hvorfra planten blev omtalt af Linné i 1742.

## Beskrivelse
Alsike-Kløver er en flerårig, opstigende til opret urt. Den blomstrer i juli-august med først lyserøde, siden rødbrune blomster. Et godt kendetegn er, at bladstilke og blomsterstandsstilke er udstående fra stænglen og at blomsterhovederne nederst er mørke, mens de er lysere opadtil. Efter afblomstring er blomsterstandens stilke tilbagebøjede.

## Voksested
I Danmark er Alsike-Kløver almindeligt dyrket og ses lige så ofte forvildet langs vejkanter og i græsmarker.
| Portal | Portal:Botanik |